# Веэринг, Роберт
Роберт Веэринг (эст. Robert Veering; 1 декабря 2005, Таллин) — эстонский футболист, защитник. Игрок сборной Эстонии.

## Биография
Воспитанник клуба «Флора» (Таллин). С 2021 года выступал за второй и третий составы клуба в низших лигах Эстонии. В 2023 году был переведён в основную команду «Флоры», в её составе дебютировал в высшей лиге 16 апреля 2023 года в матче против «Вапруса», заменив на 63-й минуте Марко Лукку. С сентября 2023 года стал выходить в стартовом составе команды. 1 ноября 2023 года забил свой первый гол в высшем дивизионе в ворота «Транса». Чемпион Эстонии 2023 года.
С 2022 года выступал за сборные Эстонии младших возрастов. 12 января 2024 года дебютировал в национальной сборной Эстонии в товарищеском матче против Швеции (1:2), заменив на 88-й минуте Марко Лукку.

## Личная жизнь
Брат Мооритс (род. 1999) также футболист.